# Nationens hjältar
Nationens hjältar (engelska: Sands of Iwo Jima) är en amerikansk krigsfilm från 1950 i regi av Allan Dwan.

## Handling
Sergeant Stryker är fruktad av sina mannar men när de kommer ut i strid inser de meningen med hans strikta disciplin.

## Rollista i urval
- John Wayne - sergeant John M. Stryker
- John Agar - menige Conway
- Adele Mara - Allison Bromley
- Forrest Tucker - menige Thomas
- Wally Cassell - menige Ragazzi
- Richard Webb - menige Shipley
- Arthur Franz - korpral Dunne
- Julie Bishop - Mary
- Richard Jaeckel - menige Flynn